# Émile Jennissen
Émile Jennissen (Liège, le 11 novembre 1882 - Liège, 5 juin 1949) est un avocat et un homme politique belge de tendance libérale et un militant wallon.

## Biographie
Émile Jean Hubert Jennissen, né à Liège, le 11 novembre 1882, est le fils de Jean Hubert Jennissen, armurier, et de Anne Catherine Casterman-Jorssen. 
Il obtient le diplôme de docteur en droit en 1902 et s'inscrit au barreau de Liège. Il devient avocat, compétent pour les affaires civiles près la Cour d'appel de Liège. 
Il s'intéresse à la politique, assiste notamment à une conférence de René Viviani témoigne de ses préférences pour le Parti radical en France et les idées républicaines et laïques. En 1905, il participe aux débats du Congrès wallon de Liège organisé par Julien Delaite en marge de l'Exposition universelle de Liège. Avec Albert Mockel et Oscar Colson, entre autres, il s'oppose à une condamnation de la loi d'égalité de 1898. Ce congrès de 1905 comme celui de l'année précédente n'arrive pas à s'entendre sur l'idée que si la Wallonie doit être unilingue, la Flandre devrait être bilingue. La même année, avec Hector Chainaye, Albert du Bois et Alfred Colleye, il lance l'hebdomadaire Le Réveil wallon où il plaide pour l'instruction obligatoire en Wallonie, l'introduction de la Wallonie dans les leçons d'histoire, le rapprochement avec la France. Il fonde les Amitiés françaises (1909). Il fut l'une des chevilles ouvrières des actions menées à Liège en vue d'empêcher les express internationaux de passer par Visé, Louvain et Anvers, au lieu de Verviers et  Liège.

### Ses projets fédéralistes
Il élabore un projet de séparation administrative, estimant que l'union des Belges passe par une telle réforme. Il défend ce projet aux Amitiés françaises de Mons en 1911 et lors du Congrès wallon capital de Liège, en 1912. Son projet propose la création d'un Parlement flamand et d'un Parlement wallon. Il marque évidemment son accord avec la motion de Jules Destrée sur le projet de séparation administrative de la Wallonie et de la Flandre, en vue d’une extension de son indépendance vis-à-vis du pouvoir central et de la libre expansion de son activité propre, celle qui sert de conclusion au Congrès. Jennissen met en cause le fait que la Belgique est dominée depuis 1884 par des Gouvernements essentiellement cléricaux, flamands et réactionnaires où les Wallons sont rares.
Il est à l'Assemblée wallonne de 1912 à 1914 et de 1919 à 1923  mais s'en retire en juin 1923 avec les plus notoires des fédéralistes parce que l'Assemblée entend toujours défendre les « Wallons » de Flandre (les Flamands francophones). Il s'inquiéta aussi de la difficulté de la Flandre à maintenir l'alliance de la Belgique avec la France, estimant que si l'alliance était rejetée, la Wallonie devrait en tirer des conséquences séparatistes. Après son départ de l'Assemblée Wallonne il fonde la Ligue d'action wallonne de Liège (1923).

### Première Guerre mondiale
En 1914, il gagne Paris, y rejoint Raymond Colleye avec qui il  fonde La Wallonie devenue ensuite L'Opinion wallonne, journal wallon modéré et d'ailleurs non interdit par l'armée belge et distribué aux soldats qui s'y abonnent (1917-1918, 1920-1921). À Paris, il rencontre des parlementaires français et des leaders du mouvement flamand.

### L'entre-deux-guerres

#### Conseiller communal de Liège
Jennissen est élu conseiller communal de Liège de 1926 à son décès et échevin à deux reprises. 

#### Député libéral de gauche
En 1922, Jennissen devient député de l'arrondissement administratif de Liège à la Chambre des représentants et le restera jusqu'en 1939. On peut le considérer comme un libéral  de gauche (défense du suffrage universel, de la laïcité et de la conscription généralisée) : il défend la cause wallonne au Parlement, propose le recrutement régional à l’armée (1928). Il est pressenti pour succéder à François Bovesse au moment où celui-ci démissionne de son poste de ministre de la Justice pour devenir gouverneur de la Province de Namur en avril 1937. Il  est écarté au profit de Victor de Laveleye : ses opinions trop wallonnes ne semblaient pas convenir à un futur ministre de la Justice qui aurait dû faire exécuter la loi d'amnistie votée en juin 1937. De même, en mai 1938,  lors de la formation du premier gouvernement de Paul-Henri Spaak, Léopold III refuse de le nommer ministre car il estime qu'il n'est pas assez représentatif des libéraux wallons

#### Intermède ministériel
Lorsque Max-Léo Gérard, ministre des Finances, démissionne fin 1938 et est remplacé par le Bruxellois libéral Albert-Édouard Janssen, vu que Joseph Merlot ne conservait que le titre de ministre de l'Intérieur, on attribue le poste de ministre de la Santé publique à Émile Jennissen. Mais le 21 janvier 1939, on  apprend la nomination à l'Académie de médecine d'Adriaan Martens, responsable flamand important de la mise en œuvre de la Flamenpolitik, ce qui souleva un émoi considérable. La Chambre vote, le 2 février, la confiance au Gouvernement par 88 voix (la majorité de ces votes émanent de députés flamands) contre 86 et 7 abstentions. Le 8, les présidents de la Chambre et du Sénat exigent le départ d'Adriaan Martens de l'Académie. Le 9, les trois ministres libéraux démissionnent, entrainant ipso facto la chute du gouvernement.  Hubert Pierlot forme un gouvernement le 21 février dont Jennissen n'est pas. Ministre durant quelques jours, Jennissen s'est compromis aux yeux du mouvement wallon : il a souscrit à la déclaration ministérielle maintenant le docteur Martens à l'Académie flamande. Du coup, le parti libéral à Liège ne soutient plus sa candidature pour les élections d'avril 1939.  Jennissen a voté également, toujours par solidarité ministérielle, contre la prise en considération de la proposition de révision de la Constitution déposée par Georges Truffaut, François Van Belle Joseph Martel, soit le projet de fédéralisme conçu par Fernand Dehousse.

### Seconde Guerre mondiale
Il est notamment échevin du Ravitaillement en 1940, et, malgré l'affaire de la liste des « Maisons de commerce juives » établie par la chambre de commerce aux premiers jours de l'occupation (cinq bons mois avant les premières mesures anti-juives prises par les Allemands), il est révoqué par les Allemands en juin 1941 avec Auguste Buisseret. Traqué pendant l'Occupation comme Franc-maçon, il participe à la préparation et l'organisation du Congrès national wallon de 1945.

### Après la Libération
Il redevient échevin de l'Instruction publique en septembre 1944 et c'est lui qui fait adopter par le Conseil communal la forme actuelle du mot « Liège » (auparavant certains l'écrivaient avec un accent aigu). Jennissen fait également partie du mouvement Wallonie libre et écrivit dans le journal Le Gaulois. Au moment de la suspension de ce quotidien wallon, il prend part à un meeting de protestation organisé à Liège et est à la tête d'une manifestation qui défile dans les rues. Il continue à contribuer à la presse du mouvement wallon.
À la suite de son décès le 5 juin 1949, il reçoit des funérailles officielles de la ville de Liège le 9 juin 1949 et est inhumé au cimetière Sainte-Walburge de Liège.

## Distinctions
- Commandeur de l'ordre de Léopold.
- Chevalier de la Légion d'honneur.